# (8438) Marila
(8438) Marila (4825 T-1) – planetoida z pasa głównego asteroid okrążająca Słońce w ciągu 3,42 lat w średniej odległości 2,27 au. Odkryta 13 maja 1971 roku.